# Clint Hendricks
Pour les articles homonymes, voir Hendricks.
Clint Hendricks (né le 26 septembre 1991 à Paarl) est un coureur cycliste sud-africain.

## Biographie
En octobre 2016, il représente l'Afrique du Sud lors des championnats du monde sur route de Doha.

## Palmarès sur route

### Par années
- 2014
  - 1re étape de la Jock Race
- 2015
  - 2e de l'Amashova National Classic
- 2016
  - Cape Town Cycle Tour
  - Wilro Lions Cycle Challenge
- 2017
  - 5e étape du Mpumalanga Tour
  - Tour Durban
  - 4e étape du Clover Tour
  - 2e de l'Amashova Durban Classic
- 2018
  - 1re et 6e étapes du Mpumalanga Tour
  - Herald Cycle Tour
  - 6e étape du Tour de Maurice
  - 6e étape du Tour de Singkarak
  -  Médaillé de bronze de la course en ligne aux Jeux du Commonwealth
- 2019
  - 4e étape du Tour de Limpopo
  - Knysna Tour
  - 2e du Challenge du Prince - Trophée princier
  - 3e du Challenge du Prince - Trophée de l'anniversaire
- 2020
  - Kgosi Malope Challenge
- 2021
  - 9e du championnat d'Afrique sur route

### Classements mondiaux
| Année                                 | 2015 | 2016  | 2017  | 2018  | 2019 | 2020 | 2021 |
| ------------------------------------- | ---- | ----- | ----- | ----- | ---- | ---- | ---- |
| Classement mondial                    |      | 1362e | 1252e | 1154e | 439e | nc   | 813e |
| UCI Asia Tour                         | nc   | nc    | nc    | 372e  |      |      |      |
| UCI Africa Tour                       | 120e | 88e   | 62e   | 79e   | 18e  | nc   | 33e  |
|                                       |      |       |       |       |      |      |      |
| Légende : nc = non classéSource : UCI |      |       |       |       |      |      |      |

## Palmarès sur piste

### Championnats d'Afrique
- Durban 2017
  -  Champion d'Afrique de vitesse par équipes (avec Evan Carstens et Bernard Esterhuizen)
  -  Médaillé d'argent de la poursuite par équipes
  -  Médaillé de bronze de l'omnium

### Championnats nationaux
- 2011
  -  Champion d'Afrique du Sud de poursuite par équipes (avec Nolan Hoffman, James Perry et Jean Spies)
- 2019
  -  Champion d'Afrique du Sud de l'américaine (avec Nolan Hoffman)